# Ralph Bakshi
Ralph Bakshi (Haifa, 29 oktober 1938) is een Amerikaans regisseur van animatie- en live-action-films. Bakshi staat vooral bekend als de regisseur van Fritz the Cat. Hij was de eerste animator die volwassen en controversiële thema's behandelde in zijn werk. Mede hierdoor is hij een van de invloedrijkste tekenfilmregisseurs geworden.

## Biografie
Hij debuteerde in 1972 met Fritz the Cat, naar de gelijknamige stripreeks van Robert Crumb, waarmee het de eerste animatiefilm werd die een X-rating ontving van de Motion Picture Association of America, en de meest succesvolle onafhankelijke animatieproductie aller tijden. De film deed heel wat stof opwaaien omdat voor het eerst bloederig geweld, drugs en seks in een tekenfilm te zien waren. Crumb zelf hield echter niet van de film en tekende een laatste strip rond Fritz the Cat, waarin hij zijn personage liet vermoorden. Toch verscheen er nog een nieuwe animatiefilm, The Nine Lives of Fritz the Cat (1974), die echter niet door Bakshi was geregisseerd en totaal flopte.
Bakshi's tweede film, Heavy Traffic (1973), was een semiautobiografische tekenfilm die het harde leven van een jonge Joods-Russische animator in New York schetste. Net als Fritz the Cat werd ook deze film een groot succes, ook al kreeg ze opnieuw een "X-rating". Bakshi's volgende film, Coonskin (1974), was een venijnige satire op racisme en kreeg veel negatieve publiciteit nadat men hem ervan verdacht Afro-Amerikanen stereotiep voor te stellen. Los daarvan kreeg de film ook slechte kritieken vanwege de chaotische inhoud en Bakshi's overvloedig gebruik van rotoscopie en live-action, iets wat hem later ook nog vaak verweten zou worden. Uiteindelijk werd de film net als zijn overige werk een cultfilm.
Nadien begon Bakshi vooral fantasy-animatiefilms te maken, waaronder Wizards (1977) en The Lord of the Rings (1978) en Fire and Ice (1983). In 1987 keerde Bakshi terug naar het televisiewerk en produceerde hij vanaf toen series als Mighty Mouse: the New Adventures en Cool World (film). Ook zijn live-action films Cool and the Crazy (1994) en Spicy City (1997) kregen veel aandacht.
In 2003 richtte hij de Bakshi School of Animation and Cartooning op. Tijdens zijn carrière ontving hij ook verschillende prijzen, waaronder de Golden Gryphon (1980) voor the Lord of the Rings, de Annie Award (1988) voor de Distinguished Contribution to the Art of Animation en de Marverick Tribute Award tijdens het Cinequest Film Festival (2003).